# Dendrobium suffusum
Dendrobium suffusum là một loài thực vật có hoa trong họ Lan. Loài này được Cady mô tả khoa học đầu tiên năm 1964.